# Bundesstraße 287
De Bundesstraße 287 (kort: B287) is een bundesstraße in de Duitse deelstaat Beieren.
De weg begint bij Bad Kissingen] en eindigt ten noordwesten van Munnerstadt op de A71. De B287 is 34 kilometer lang.

## Routebeschrijving
De B 287  begint in Hammelburg op een kruising met de B27 en loopt door Bad Kissingen waar men de B286 kruist, Nüdlingen, Fuchsstadt en Münnerstadt. De B287 eindigt ten noordoosten van Münnerstadt in de afrit Münnerstadt op de A71 Dreieck Südharz-Dreieck Werntal.
Tussen Hammelburg en Bad Kissingen loopt de B287 door het dal van de Fränkische Saale.
B2 · B2a · B2R · B3 · B4 · B4R · B8 · B10 · B11 · B12 · B13 · B13n · B14 · B15 · B15n · B16 · B17 · B18 · B19 · B20 · B21 · B22 · B23 · B25 · B26 · B26a · B27 · B28 · B28a · B29 · B30 · B31 · B31a · B32 · B33 · B33a · B34 · B35 · B36 · B37 · B38 · B38a · B39 · B44 · B45 · B47 · B85 · B89 · B131n · B173 · B276 · B278 · B279 · B285 · B286 · B287 · B289 · B290 · B291 · B292 · B293 · B294 · B295 · B296 · B297 · B298 · B299 · B300 · B301 · B302 · B303 · B304 · B305 · B306 · B307 · B308 · B309 · B310 · B311 · B312 · B313 · B314 · B315 · B316 · B317 · B318 · B319 · B340 · B378 · B388 · B415 · B425 · B426 · B462 · B463 · B464 · B465 · B466 · B467 · B468 · B469 · B470 · B471 · B472 · B491 · B492 · B500 · B505 · B512 · B523 · B532 · B533 · B535 · B588 · B999